# Автошлях Т 1009
Автошлях Т 1009 — автомобільний шлях територіального значення в Київській області. Проходить територією Васильківського та Білоцерківського районів. Загальна довжина — 20,8 км.